# هوناف‌سانان
هوناف‌سانان (نام علمی: Euomphalina) نام یک زیرراسته از راسته باستان‌شکم‌پاسانان است.